# 도데역
도데역(일본어: 戸手駅)은 일본 히로시마현 후쿠야마시에 위치한 서일본 여객철도 후쿠엔 선의 철도역이다. 단선 승강장 1면 1선의 구조를 갖춘 지상역이다.

## 이용 현황
| 승차 인원 추이 | 승차 인원 추이 |
| 연도           | 1일 평균       |
| -------------- | -------------- |
| 2001           | 236            |
| 2002           | 282            |
| 2003           | 298            |
| 2004           | 301            |
| 2005           | 304            |
| 2006           | 285            |
| 2007           | 287            |
| 2008           | 312            |
| 2009           | 307            |
| 2010           | 326            |
| 2011           | 325            |
| 2012           | 293            |
| 2013           | 293            |
| 2014           | 296            |

## 역 주변
- 국도 제486호선
- 아시다 강

## 역사
- 1914년 7월 21일 : 후쿠엔 선의 전신인 료비케이벤 철도의 개업 때에, 이 노선의 도데 정류장으로서 설치.
- 1925년 1월 12일 : 정류장으로부터 역으로 승격해, 도데역으로 개칭.
- 1926년 6월 26일 : 료비케이벤 철도가 료비 철도로 개칭.
- 1933년
  - 9월 1일 : 료비 철도의 료비후쿠야마 - 후추 간이 국유철도 후쿠엔 선으로 국유화.
  - 11월 15일 : 후쿠엔키타 선 개업에 의해, 거기까지의 후쿠엔 선이 후쿠엔미나미 선으로 개칭되어, 이 역도 그 소속으로 함.
- 1938년 7월 28일 : 후쿠야마 - 시오마치 간 전체 개통에 의해 후쿠엔미나미 선이 현행 후쿠엔 선의 일부로 되어, 이 역도 그 소속으로 함.
- 1985년 12월 1일 : 무인화.
- 1987년 4월 1일 : 일본국유철도 분할 민영화에 의해, 서일본 여객철도가 승계.

## 인접 역
| 후쿠엔 선            | 후쿠엔 선   | 후쿠엔 선                       |
| -------------------- | ----------- | ------------------------------- |
| 지카타 후쿠야마 방면 | ■ 후쿠엔 선 | 가미토데 시오마치 · 미요시 방면 |